# 카메이 에리
카메이 에리(亀井絵里, 1988년 12월 23일~ )는 일본의 여성 아이돌 그룹인 전 모닝구무스메의 제6기 멤버였다. 도쿄도 아라카와구 출신. 애칭은 에리링, 카메짱, 카메, 에리, 캬메이이다. 사립 코마고메 고등학교에 고1까지 재학. 본격적인 연예 활동에 맞춰 통신제 고등학교로 전학하여, 2007년 3월에 졸업하였다. 오빠와 여동생 카메이 리나과 남편 후지와라 모토오가 있다.

## 인물, 에피소드
- ‘자신감이 없고 낯을 가리며 부끄러움을 잘 타는 자신’을 변화시키려는 마음으로 제6기 오디션에 참가.
- 가입 초기에는 얌전했으며 ‘방 구석’이나 ‘의상 케이스 속’, ‘만원 지하철’ 등 좁은 곳을 선호했다고 발언하였다.
- 특히 만원 지하철에서는 ‘밀리고 있는 느낌’이 좋다고 밝혔다.
- ‘하로모니’ 극장의 콩트‘ 공원길 삼번지’에서는 이시카와 리카와 ‘사치 우스코, 사치 우스에 (모두 복이 없다는 의미이다)’ 콤비로서 활약하였지만, 본인은 그다지 이 역할이 마음에 들지 않는 듯하였다.
- (하로모니 2005년 1월 9일자 방송에서) 제6기 오디션 합격 발표시의 반응이 세명 중에서 가장 적었던 것에 대하여「카메짱말야, 정리해고 당한 아저씨 같아」(요시자와 히토미),「저 때부터 사치 우스에라는 캐릭터가 나왔어」(이시카와 리카) 라는 말을 들었다.
- 2004년 5월 10일 방송된 ‘HEY!HEY!HEY! MUSIC CHAMP’에서 카메이가 도시락을 만드는 사진을 본 개그 콤비 다운타운의 마츠모토 히토시에게「복 없어 보이네~. (도시락) 먹으면 죽어버리는거야?」라는 말을 들었다. 이것이 우연이었는지 아니면 마츠모토가 사전 조사를 해놨었는지는 알려지지 않았지만, 카메이 본인을 포함해, 멤버들이 대폭소하였다.
- 하로모니 내의 정보 제공 코너인 ‘하로프로아워’(HPH)에서 돌격 리포터 에리자베스 캬메이를 맡은 이래, 한꺼풀 벗은 듯 밝고 재미있는 공주병 캐릭터를 어필하게 되었다(에리자베스 캬메이는 2007년 1월 21일 방송부터 부활). 그 영향인지 2005년 2월부터의 ‘에릭 카메조의 매번 감사’에서는 스페셜 프로그램 구성으로, 코너가 없는 경우나 사진집 촬영 등으로 대타가 나오게 된 경우 이외에는, 에리자베스 캬메이를 뛰어넘는 캐릭터를 피로하였다. 본인은 ‘개그 담당’이 아니라고 하지만, 완전히 ‘개그 담당’ 캐릭터의 방송 구성이었다 (2005년 11월 종료). 그 후계 기획인 ‘절규! 코머~셜’에서도 사실상 레귤러였으며 (2006년 7월 종료), 그 후의 ‘발한! 코머~셜’에서도 ‘발한 2호’로서 니이가키 리사와 함께 레귤러였다 (2006년 12월 종료).
- 2007년 1월 21일부터 정보 제공 코너 ‘하로프로채널’(HPC)이 HPH 이래 스튜디오에서 정규 방송 형식으로 부활. 캐스터에 에리자베스 캬메이, 해설자에 후지모토 미키, 현장 리포터에 핑키 코하루의 세 명이 등장(2007년 3월 종료＊하로모니 자체의 종료에 따름).
- 동기인 미치시게 사유미와는 특히 사이가 좋다. 이에 대한 이유는 알려지지 않았지만 ‘에릭 카메조의 매번 감사’ 코너에서는 언제부터인지 미치시게가 준 레귤러가 되어, 둘이 함께 나카자와 유코에게 쓸데없는 참견을 하곤 하였다.
- ‘발한! 코머~셜’에서는 자기소개에 반드시 무언가 개그를 넣고 있으며, 발한 2호의 보디콘 원피스 의상은, 그녀의 몸매 스타일을 잘 살려서 팬들의 평판이 높다.
- 모닝구무스메의 졸업생 중에서는 아베 나츠미와 사이가 좋다. 목표나 동경하는 존재라는 질문에도 자주 아베의 이름을 들고 있다.
- 후지모토 미키와 마찬가지로 그림을 잘 그리지 못한다. 하로모니의 코너에서 그림을 그려도 누구도 알아보지 못해서 야스다 케이의 뒤를 이어 화백의 칭호를 얻었다.
- 자타 공인의 썰렁한 개그가 특기. 그 점에 대해서는 특히 후지모토 미키로부터 자주 지적을 받지만, 마찬가지로 썰렁한 캐릭터인 이시카와 리카와 다른 점은 비록 썰렁한 개그라도 끝까지 소화해내어, 싫어하지 않는다는 점이다.
- ‘에리’라는 이름은 사잔 오루 스타즈의 대 팬인 아버지가 그들의 싱글곡인 ‘사랑스러운 에리 (いとしのエリー)’에서 따왔다고, 2006년 6월 17일에 방송된 MBS 라디오 ‘MBS 영타운 토요일’에 게스트로 출연했을 때에 직접 밝혔다.
- 2006년 신춘에 개최된 ‘Hello! Project 2006 Winter ~원더풀 하츠~’에서 의상에 달린 번호는 ‘11’, 이유는 알려지지 않았다.
- ‘가메짱’이라는 애칭은 주로 아베 나츠미가, ‘가메’라는 애칭은 주로 니이가키 리사가 하로모니 등에서 자주 사용한다.
- 극도로 무서움을 잘 타서, 절규 머신, 귀신, 벌레, 높은 곳 등 꺼려하는 대상이 다수. ‘절규! 코머~셜’에서는 울어버리거나, 의식을 잃어버린 듯한 멍한 표정을 여러번 보여주었다. 후지큐 하이랜드의 도깨비집 로케에서는 도와주러 온 니이가키 리사를 내버려두고 도망가버린 적도 있다. 이 때, 무서워하는 카메이에게 용기를 북돋워주려는 의도에서 니이가키가 한 “귀신은 만지지 않아! 절대로. 절대로 만지지 않는다는 약속이 되어있으니까!!”라는 전설적인 명언은 팬들에게 널리 회자되었다.
- 몸이 약해서인지 2007년 5월 27일, 7월 29일 방송된 하로모니에서는 도중에 수록에서 빠졌다(5월 27일자에서 도중에 빠진 이유는 알려지지 않았고, 7월 29일자에서 빠진 이유는 몸상태 불량).

## 약력
- 2002년 12월 - 2003년 1월 19일의「LOVE 오디션 2002」에서 미치시게 사유미, 다나카 레이나와 함께 합격.
- 2003년 3월 · 5월, 6기 멤버 세 명이서 팬클럽 한정 악수회.
- 2006년 1월, 킥 베이스볼팀 ‘메트로래비츠 H.P.’에 입단.
- 2007년 4월, FM-FUJI의 새 방송 ‘Hello! Project Night’내의 자신 첫 레귤러 라디오 ‘GAKI · KAME’가 시작. 니이가키 리사와 함께 MC를 담당.
- 2010년 8월 8일,「Hello! Project 2010 SUMMER ~판코라!~」에서 지병이였던 아토피의 치료를 이유로 쥰쥰, 링링과 함께 2010년 12월 15일, 가을 콘서트 투어 마지막 공연에서 모닝구무스메。그리고 헬로! 프로젝트를 졸업하는 것을 발표[1][2].
- 2010년 12월 15일,「모닝구무스메。콘서트 투어 2010 가을 ~라이벌 서바이벌~」에서 쥰쥰, 링링과 함께 모닝구무스메。그리고 헬로! 프로젝트를 졸업.
- 2011년 10월 2일, 후지모토 미키의 블로그에서 등장하는 모습을 공개하였다[3]. 그 후, 2012년 2월 18일에 동생 카메이 리나의 블로그에서도 모습을 공개하였다[4].

## 출연

### 텔레비전 방송
- 하로! 모닝구。(2003년 6월 1일 - 2007년 4월 1일, 테레비도쿄)
- 나가라! 고록키즈 (2003년 9월 29일 - 12월 26일, 테레비도쿄)
- 후타리고토 (2004년 4월 26일 - 28일 · 7월 14일 - 22일, 테레비도쿄)
- 마녀 리카짱의 매지컬 비유덴 (2004년 10월 7일 - 12월 15일, 테레비도쿄)
- 무스메DOKYU! (2005년 4월 11일 - 6월 7일 · 7월 12일 - , 테레비도쿄)
- 하로모니@ (2007년 4월 8일 - 2008년 9월 28일, 테레비도쿄)
- 요로센! (2008년 10월 6일 - 2009년 3월 27일, 테레비도쿄)
- 쥬얼펫 (코교쿠 린코) (2009년 4월 5일 - 2010년 3월 28일, 테레비오사카-테레비도쿄계열)
- 미녀방담 (2009년 10월 15일 · 22일, 테레비도쿄)

### 라디오 출연
레귤러
- GAKI · KAME (2007년 4월 8일 - 2008년 9월 27일, FM-FUJI)
- FIVE STARS (2009년 4월 6일 - 2010년 12월 13일, Inter FM)

단발
- TBC FUN 필드 모렛츠 모대쉬 (2005년 4월 1일 - 15일 · 5월 30일 - 6월 10일, · 2007년 10월 15일 - 26일, TBC 라디오)
- 하로프로야넨! (2004년 2월 27일 · 3월 5일 · 2005년 12월 16일 · 2006년 6월 9일 · 12월 15일, ABC 라디오)
- 아침까지 하로프로야넨! (2005년 6월 26일, ABC 라디오)
- 아침까지 하로프로야넨!2 (2005년 12월 18일, ABC 라디오)
- 아침까지 하로프로야넨!3 (2006년 6월 11일, ABC 라디오)
- 아침까지 하로프로야넨!4 (2006년 12월 17일, ABC 라디오)

### 인터넷
- 제10회 하로프로 비디오 채팅 (2005년 5월 20일, 헬로! 프로젝트 on 프렛츠)

### DVD
- 러브하로! 카메이 에리 DVD (2007년 3월 14일, 업프런트 워크스 제티마)
- 20 DREAMS DVD (2009년 1월 14일, 업프런트 워크스 제티마)
- too sweet Eri (2010년 3월 3일, 업프런트 워크스 제티마)
- 고마워요 (2010년 12월 14일) - e-LineUP! 한정 판매

## 영화
- 별과 모래의 섬, 나의 섬 ~ISLAND DREAMIN'~

## 서적

### 사진집
- 하로하로! 모닝구무스메 6기 멤버 사진집 미치시게 사유미 · 카메이 에리 · 다나카 레이나 (2003년 7월 15일, 카도카와쇼텐) ISBN 978-4-04-894251-5
- 1st 솔로 사진집 ‘亀井絵里’ (2004년 12월 23일, 와니북스) ISBN 978-4-8470-2837-6 {{isbn}}의 변수 오류: 유효하지 않은 ISBN.
- 2nd 솔로 사진집 ‘DAYS’ (2005년 9월 16일, 와니북스) ISBN 978-4-8470-2882-1 {{isbn}}의 변수 오류: 유효하지 않은 ISBN.
- 3rd 솔로 사진집 ‘17才’ (2006년 5월 26일, 와니북스) ISBN 978-4-8470-2935-6
- 4th 솔로 사진집 ‘ラブハロ!亀井絵里写真集 in プーケット’ (2007년 2월 28일, 카도카와그룹퍼블리싱) ISBN 978-4-0489-4486-1
- 5th 솔로 사진집 ‘MAPLE’ (2007년 10월 11일, 와니북스) ISBN 978-4-8470-4043-0 {{isbn}}의 변수 오류: 유효하지 않은 ISBN.
- 사진집 전집 ‘ERI’ (2008년 4월 3일, 와니북스) ISBN 978-4-8470-4077-1
- 6th 솔로 사진집 ‘20 はたち’ (2008년 12월 23일, 와니북스) ISBN 978-4-8470-4147-1
- 7th 솔로 사진집 ‘sweet’ (2010년 2월 25일, 와니북스) ISBN 978-4-8470-4242-3
- 8th 솔로 사진집 ‘えりりん’ (2010년 9월 26일, 와니북스) ISBN 978-4-8470-4311-6
- 하로하로! ~Memories~ 모닝구무스메 미치시게 사유미 · 카메이 에리 · 다나카 레이나 사진집 (2010년 11월 12일, 카도카와쇼텐) ISBN 978-4-0489-5416-7
- 모닝구무스메 졸업기념 PHOTO BOOK ‘THANKS’ (2010년 12월 5일, 와니북스) ISBN 978-4-8470-4328-4

## 음악

### 전달 한정
- 하로커버